# 모라비차구

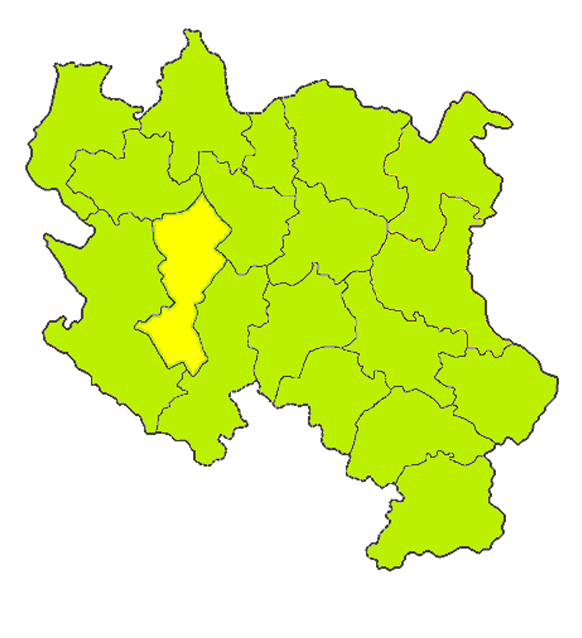
모라비차 구의 위치

모라비차구(세르비아어: Моравички округ, Moravički okrug)는 세르비아 중부에 위치한 구로 행정 중심지는 차차크이며 면적은 3,016km2, 인구는 224,772명(2002년 인구 조사 기준), 인구 밀도는 74.5명/km2이다.

## 지방 자치체
4개 지방 자치체와 5개 군, 201개 마을을 관할한다.
- 고르니밀라노바츠 (Gornji Milanovac)
- 차차크 (Čačak)
- 루차니 (Lučani)
- 이바니차 (Ivanjica)

## 인구
인구와 민족 분포는 2002년 인구 조사를 기준으로 한다.
- 세르비아인: 220,880명
- 로마인: 572명
- 유고슬라브인: 510명
- 마케도니아인: 198명
- 크로아티아인: 172명
- 그 외의 민족

| 연도  | 인구    | ±% p.a. |
| ----- | ------- | ------- |
| 1948  | 189,860 | —       |
| 1953  | 200,014 | +1.05%  |
| 1961  | 207,195 | +0.44%  |
| 1971  | 217,223 | +0.47%  |
| 1981  | 229,047 | +0.53%  |
| 1991  | 230,748 | +0.07%  |
| 2002  | 224,772 | −0.24%  |
| 2011  | 212,603 | −0.62%  |
| 출처: |         |         |

## 같이 보기
- 세르비아의 행정 구역